# Geografia Ekwadoru

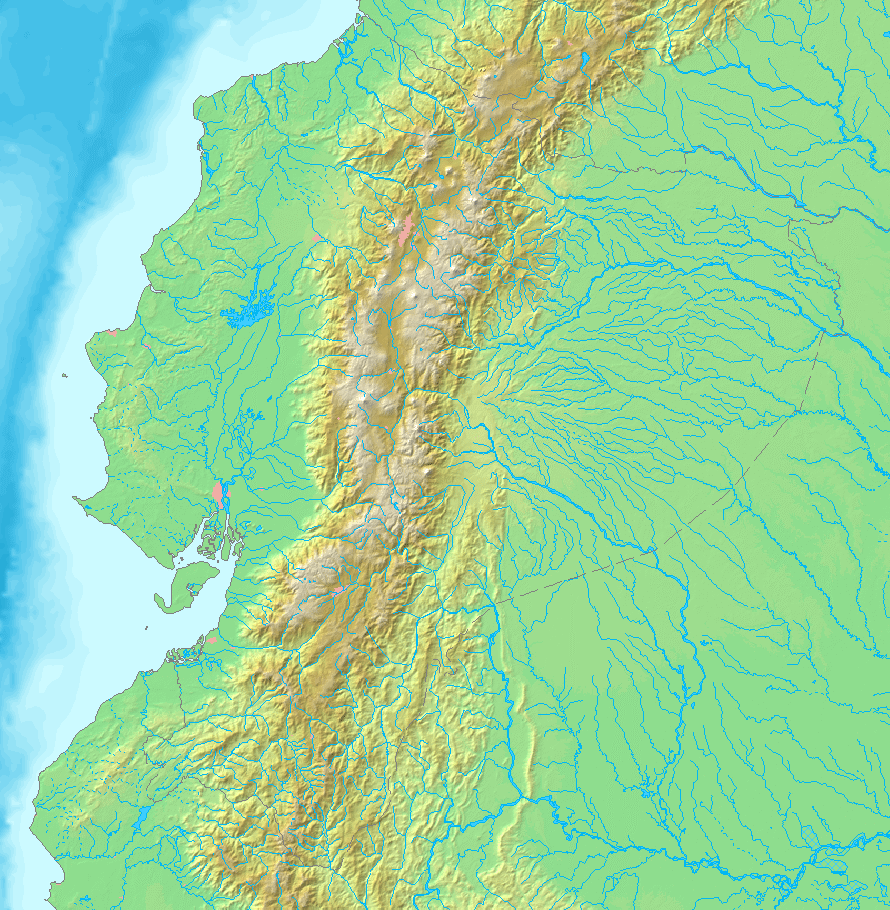
Mapa fizyczna Ekwadoru

Ekwador – najmniejszy kraj andyjski, położony w północno-zachodniej części Ameryki Południowej nad Oceanem Spokojnym. Przez Ekwador ciągną się Andy, a wschód i część nadbrzeżna na zachodzie jest nizinna. W Ekwadorze panuje klimat tropikalny, a wysokie góry warunkują istnienie pięter klimatycznych.

## Powierzchnia, skrajne punkty i granice
Powierzchnia :

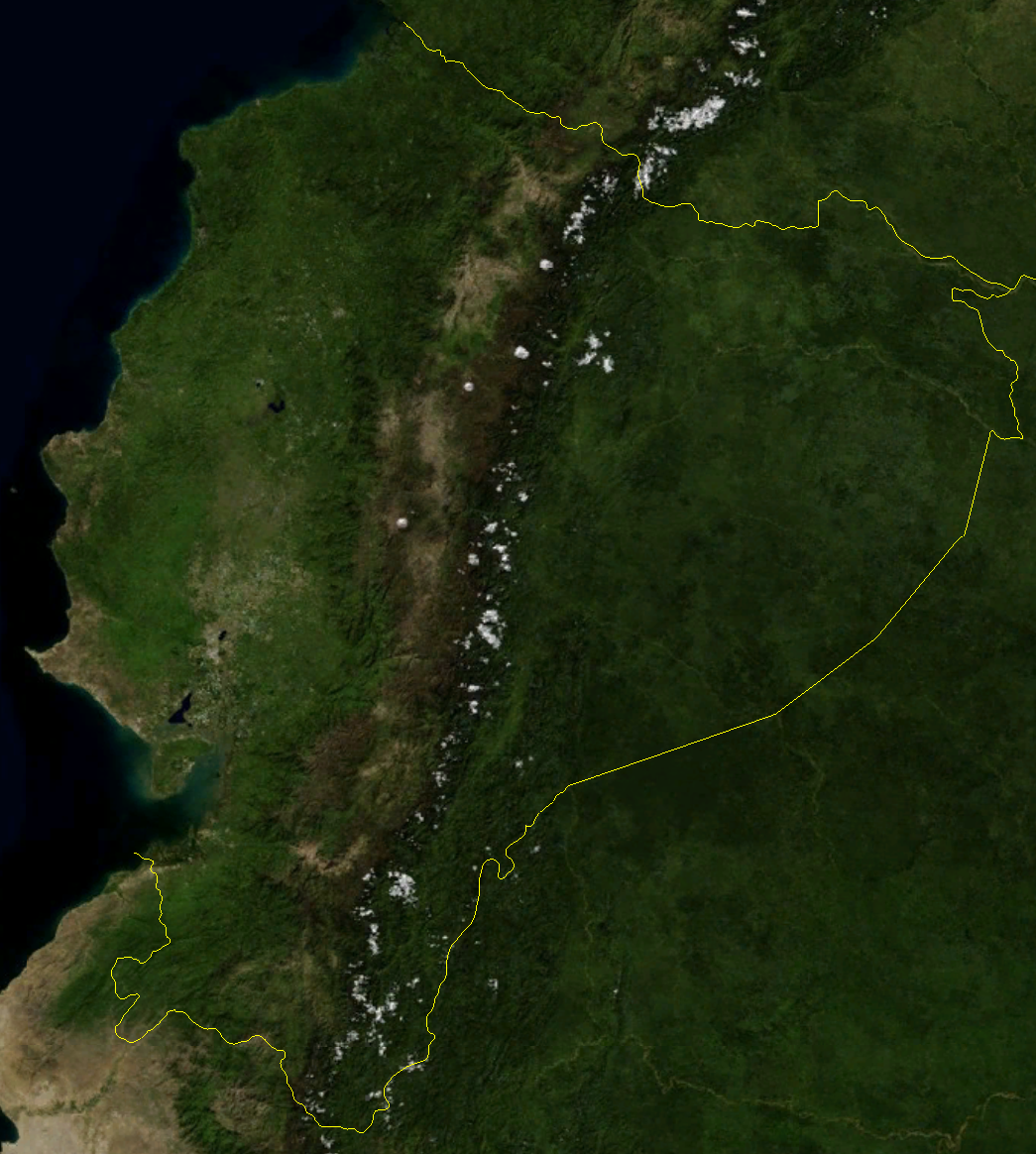
Mapa satelitarna Ekwadoru

- powierzchnia całkowita: 283 560 km² (wraz z wyspami Galapagos)
- ląd: 276 840 km²
- wody śródlądowe: 6720 km²

Skrajne punkty: północny 1°26′N, południowy 5°01′S, zachodni 81°01′W, wschodni 75°11′W.
Rozciągłość południkowa kraju: 710 km, równoleżnikowa: 630 km.
Ekwador graniczy z:
- Kolumbia – 590 km
- Peru – 1420 km

Linia brzegowa – 2237 km.

## Ukształtowanie poziome

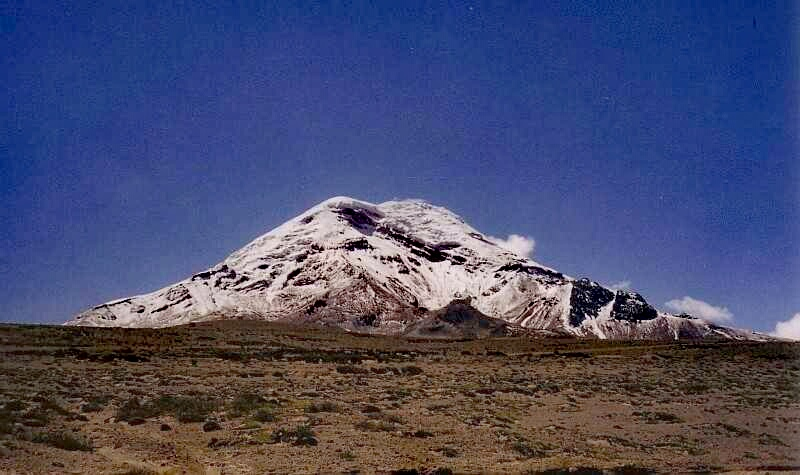
Chimborazo – najwyższa góra w Ekwadorze

Linia brzegowa jest słabo rozwinięta, jedynie przy ujściach rzek występują małe zatoki jak Bahia de Cojimies czy Bahia de Caráquez. W południową część wybrzeża wcina się największa zatoka – Guayaquil. W niej naprzeciw ujścia Guayas leży wyspa Puná o powierzchni 920 km². Wybrzeże w północnej i środkowej części kraju jest przeważnie skaliste i trudno dostępne. Odcinek wybrzeża przy ujściu rzeki Guayas jest zabagniony.
W skład terytorium Ekwadoru wchodzi Archipelag Galapagos, który składa się 13 większych wysp i kilkudziesięciu mniejszych wysepek. Wyspy Galapagos są pochodzenia wulkanicznego. Mają łączną powierzchnię 7964 km². archipelag wysp położony ok. 1000 kilometrów na zachód od części kontynentalnej państwa. 

## Budowa geologiczna
Ekwador leży w obrębie dwóch jednostek tektonicznych, jakimi są: młode góry fałdowe – Andy i przedgórskie zapadlisko na skraju platformy południowoamerykańskiej. 
Główne łańcuchy Andów dzielą się na trzy równoległe pasma: Kordylierę Zachodnią, Środkową i Wschodnią. Między Kordylierą Zachodnią a Środkową leży obniżenie wypełnione lawami i popiołami wulkanicznymi. Kordylierę Wschodnią od Środkowej rozdziela wąskie obniżenie. Wschodnia część kraju jest zbudowana ze skał osadowych, które zalegają na prekambryjskim podłożu krystalicznym. Są tam złoża ropy naftowej. Tereny nizinne kraju pokryte są osadami aluwialnymi.
Ekwador leży w obrębie Pacyficznego Pierścienia Ognia, a co za tym idzie jest to region aktywny wulkanicznie. W kraju jest 30 wulkanów, z których 8 jest czynnych. Notuje się trzęsienia ziemi.

## Rzeźba
W Ekwadorze wyróżnia się trzy regiony fizycznogeograficzne: nadbrzeżny (Costa) — obejmujący nizinę oraz pasma niskich gór ciągnące się wzdłuż Oceanu Spokojnego, środkowy — górski (Sierra), obejmujący Andy Ekwadorskie (Kordylierę Zachodnią i Kordylierę Środkową, rozdzielone Wielką Centralną Doliną, oraz Kordylierę Wschodnią) i wschodni (Oriente) — wyżynny, przedgórski region przechodzący na wschodnich krańcach Ekwadoru w Nizinę Amazonki.
Region Costa jest obszarem nizin nadmorskich, w tym Nizina Guayas w dorzeczu Guayas. W tym regionie występują pasma niewysokich wzgórz, stanowiące część Andów. Największa jest Cordillera de Colonche, osiągająca w środkowej części wybrzeża 634 m n.p.m.
Sierra obejmuje centralną część kraju. Andy Ekwadorskie ciągną się z północy na południe i są części wielkiego systemu górskiego Andów. Kordyliera Zachodnia i Centralna to wysokie pasma górskie, przekraczające 5000 m n.p.m. Znajdują się tam jedne z najwyższych szczytów Ameryki Południowej, najwyższa góra – Chimborazo (6267 m n.p.m.) jest wygasłym wulkanem. Inne wysokie szczyty: Cotopaxi – 5897 m n.p.m. Cayambe – 5796 m n.p.m. i Sangay – 5230 m n.p.m. Obie Kordyliery są rozdzielone szeroką na około 30 km podłużną Wielka Centralną Doliną, która leży na wysokościach 2000 do 3000 m n.p.m. Najbardziej na wschód wysunięte pasmo – Kordyliera Wschodnia jest niższa, najwyższe wzniesienie ma 3824 m n.p.m.
Oriente leży na wschód od pasa Andów. Stanowi pas przedgórzy łagodnie przechodzących w aluwialną Nizinę Amazonki. Przedgórza jak i Nizina Amazonki są poprzecinane rzekami biorącymi początek w Andach uchodzącymi do Amazonki i jej dopływów.

## Klimat

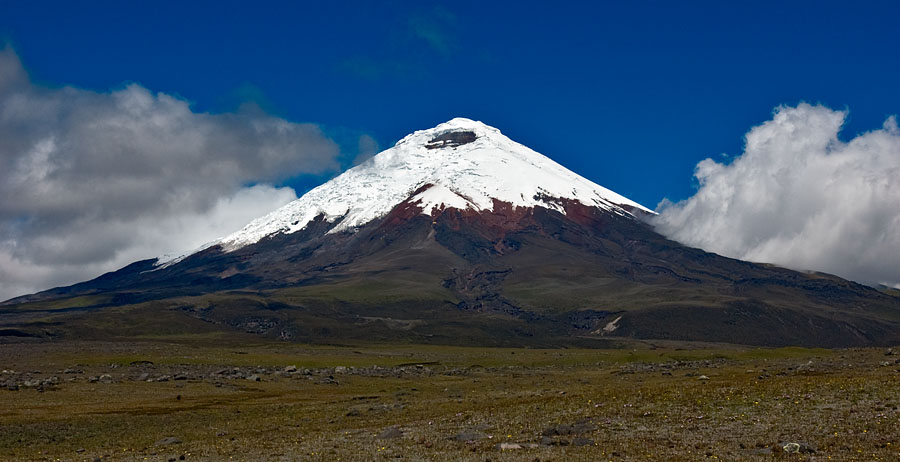
Wulkan Cotopaxi

Ekwador leży w strefie klimatu równikowego, jednak rzeźba terenu sprawia, że klimat jest zróżnicowany. Dodatkowo na południowa część wybrzeża ma wpływ zimny Prąd Peruwiański. W obszarach górskich występuje piętrowość klimatyczna.
Temperatury na terenach nizinnych wynoszą od 24 do 28 °C, przy niewielkich dobowych wahaniach. Regiony leżące na samym południu kraju mają nieco większe amplitudy termiczne związane z występowaniem bardziej suchego klimatu podrównikowego. Na terenach leżących powyżej 1000 m n.p.m. temperatury są bardziej umiarkowane i wynoszą od 16 do 18 °C. W wyższych partiach gór powyżej 2500 m n.p.m. jest chłodno, średnio od 12 do 15 °C, ponadto na terenach górskich występują duże dobowe wahania temperatur. Na wysokościach powyżej 4000 m n.p.m. temperatury są już bardzo niskie i średnia dobowa nie przekracza 10 °C.
Opady są zróżnicowane. Na południowej części wybrzeża będącej pod wpływem Prądu Peruwiańskiego, który nie przynosi opadów, średnia roczna opadowa wynosi w granicach 400–500 mm. Niewielkie jak na strefę równikową są także opady w kotlinach śródgórskich. Północne regiony otrzymują średnio 1300 mm, zaś południowe jedynie 400 mm. Większe opady występują we wschodniej części kraju. Wschodnie przedgórza Andów i Nizina Amazonki otrzymują średnia powyżej 2000 mm rocznie. Największe opady notuje się na północnym krańcu wybrzeża, rocznie do 3000 mm. Śnieg pada jedynie wysoko w górach, powyżej 4000 m n.p.m.

## Wody
Ekwador należy do zlewisk Oceanu Spokojnego i Oceanu Atlantyckiego (w tym obszarze dorzecze Amazonki). Sieć rzek jest gęsta, szczególnie na wschodzie kraju. Wszystkie większe rzeki wchodzą w skład dorzecza Amazonki. Są to Napo (800 km w granicach Ekwadoru), Pastaza (640 km w granicach Ekwadoru), Morona i Putumayo. Do Pacyfiku uchodzą krótkie rzeki, których większość bierze początek na zachodnich zboczach Kordyliery Zachodniej. Najdłuższymi są Esmeraldas (320 km), Guayas (160 km) i Daule.
W Ekwadorze nie ma większych jezior. W Andach są jeziora polodowcowe. Na wysokościach powyżej 4500 m n.p.m. występują lodowce górskie. Obszary bagienne są m.in. w deltach rzek Guayas i Daule.

## Gleby
Tereny nizinne i przedgórza Andów pokryte są mało urodzajnymi glebami laterytowymi. W dolinach rzecznych występują młode gleby aluwialne, wykorzystywane rolniczo. Ich największe połacie występują w dolnym biegu Guayas. Kotliny śródgórskie są pokryte glebami powstałymi z popiołów wulkanicznych – andosole będące najbardziej urodzajnymi glebami w Ekwadorze. W innych miejscach występują gleby górskie. Spora część gleb ekwadorskich jest zerodowana w wyniku długoletniej uprawy ziemi.

## Flora

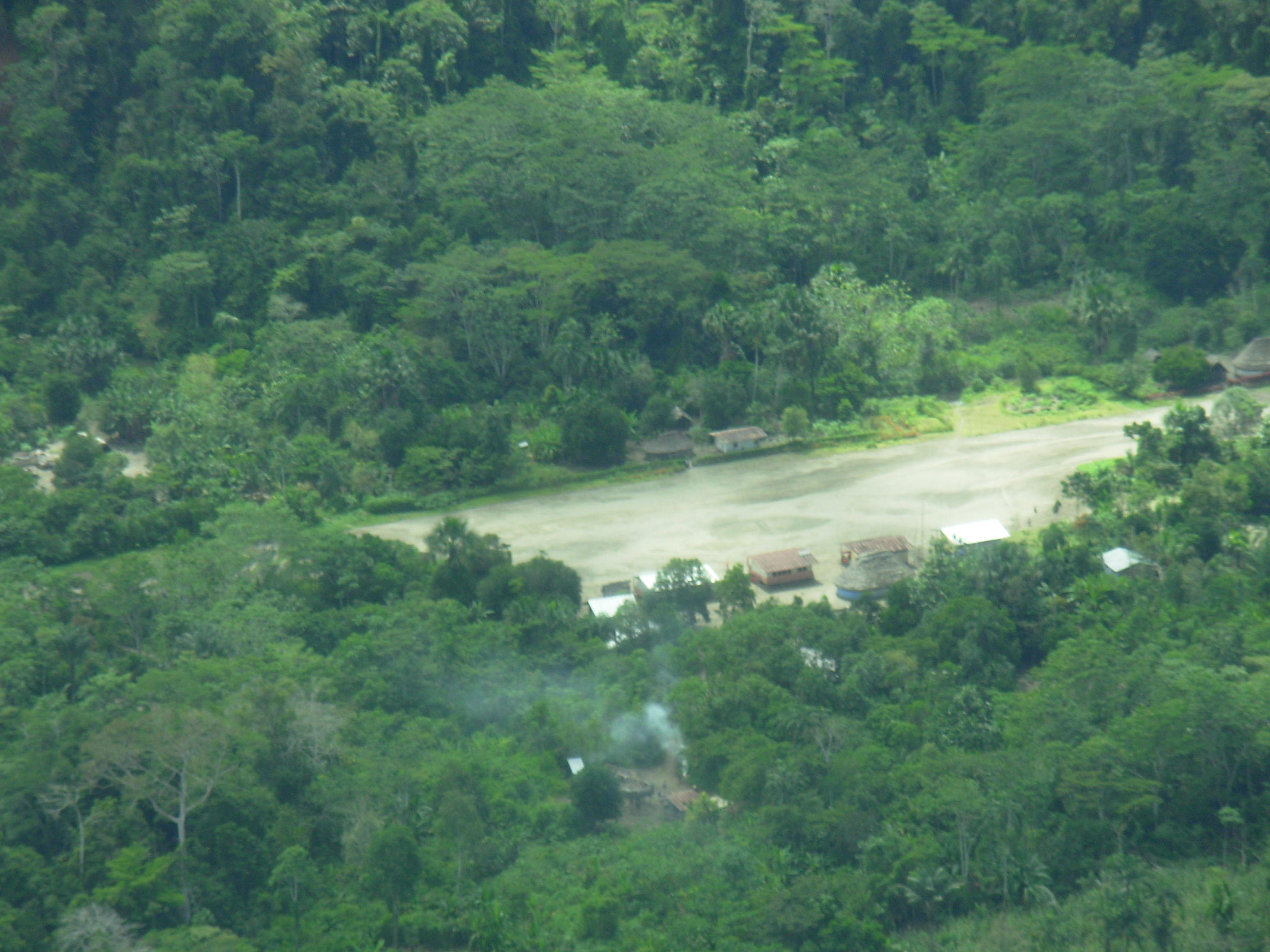
Lasy we wschodnim Ekwadorze

Szata roślinna jest zróżnicowana. Nieco ponad połowę powierzchni kraju zajmują lasy. Na północy kraju, zwłaszcza na północnej części wybrzeża i na wschodnich przedgórzach Andów rośnie wilgotny las tropikalny, gdzie do cennych gatunków drzew należy mahoniowiec, palisander, balsa, kauczukowiec i puchowiec. Południowa część wybrzeża pokryta jest suchymi lasami i sawannami. W niektórych miejscach na południu kraju występują półpustynie. Wzdłuż pasa nadmorskiego, a szczególności w obrębie ujścia Guayas rosną lasy namorzynowe. Wysoko w kotlinach śródgórskich występuje formacja roślinna – parámo złożona z traw, roślin poduszkowych oraz z krzewów. W niższych partiach rośnie górski las równikowy.

## Fauna
Fauna Ekwadoru należy w większości do krainy gujańsko-brazylijskiej, zaś fauna terenów wysoko położonych to kraina chilijsko-patagońska. Regiony na wschodzie kraju reprezentowane są przez gatunki typowe dla Amazonii. Żyją tam tapiry, kapibary, nielicznie duże drapieżniki, jak jaguary. Rzeki obfitują w ryby. Liczne są gady i płazy, które są powszechne w lasach równikowych. W Andach charakterystycznymi gatunkami są lama i kondor.
Fauna Wysp Galapagos jest endemiczna, żółwie słoniowe, legwany morskie i lądowe. Na wyspach żyją lub przebywają okresowo liczne kolonie ponad 50 gatunków ptaków morskich, na uwagę zasługują albatrosy.
W Ekwadorze znajdują 22 parki narodowe (17 w Andach) oraz liczne rezerwaty. Na Listę Światowego Dziedzictwa Kultury i Przyrody UNESCO wpisano Park Narodowy Galapagos.